# Antonio Jasso
Antonio Jasso Almaraz (ur. 11 marca 1935 w mieście Meksyk, zm. 26 czerwca 2013) – meksykański piłkarz występujący na pozycji napastnika.

## Kariera klubowa
Jasso karierę rozpoczynał w zespole Club Necaxa. Jego barwy reprezentował przez dwa lata. Następnie występował w drużynie Zacatepec, z którą zdobył mistrzostwo Meksyku (1958), a także dwa Puchary Meksyku (1957, 1959). W 1960 roku odszedł do Club América. Z zespołem tym również dwukrotnie wywalczył Puchar Meksyku (1964, 1965) i raz mistrzostwo Meksyku (1966). W 1966 roku Jasso zakończył karierę.

## Kariera reprezentacyjna
W reprezentacji Meksyku Jasso grał w latach 1956-1962. W 1962 roku został powołany do kadry na Mistrzostwa Świata. Zagrał na nich w meczach z Brazylią (0:2) i Hiszpanią (0:1), a Meksyk zakończył turniej na fazie grupowej.